# Tricyphona townesiana
Tricyphona townesiana är en tvåvingeart. Tricyphona townesiana ingår i släktet Tricyphona och familjen hårögonharkrankar.

## Underarter
Arten delas in i följande underarter:
- T. t. majuscula
- T. t. townesiana